# ラーゴ・ビアンコ
ラーゴ・ビアンコ(Lago Bianco)はスイスのグラウビュンデン州ベルニナ峠にあるダム湖である。名称はイタリア語で「白い湖」という意味。湖面標高2234 m、貯水量1860万 m³。ビアンコ湖(ビアンコこ)とも呼ばれる。

## 地理・水力発電

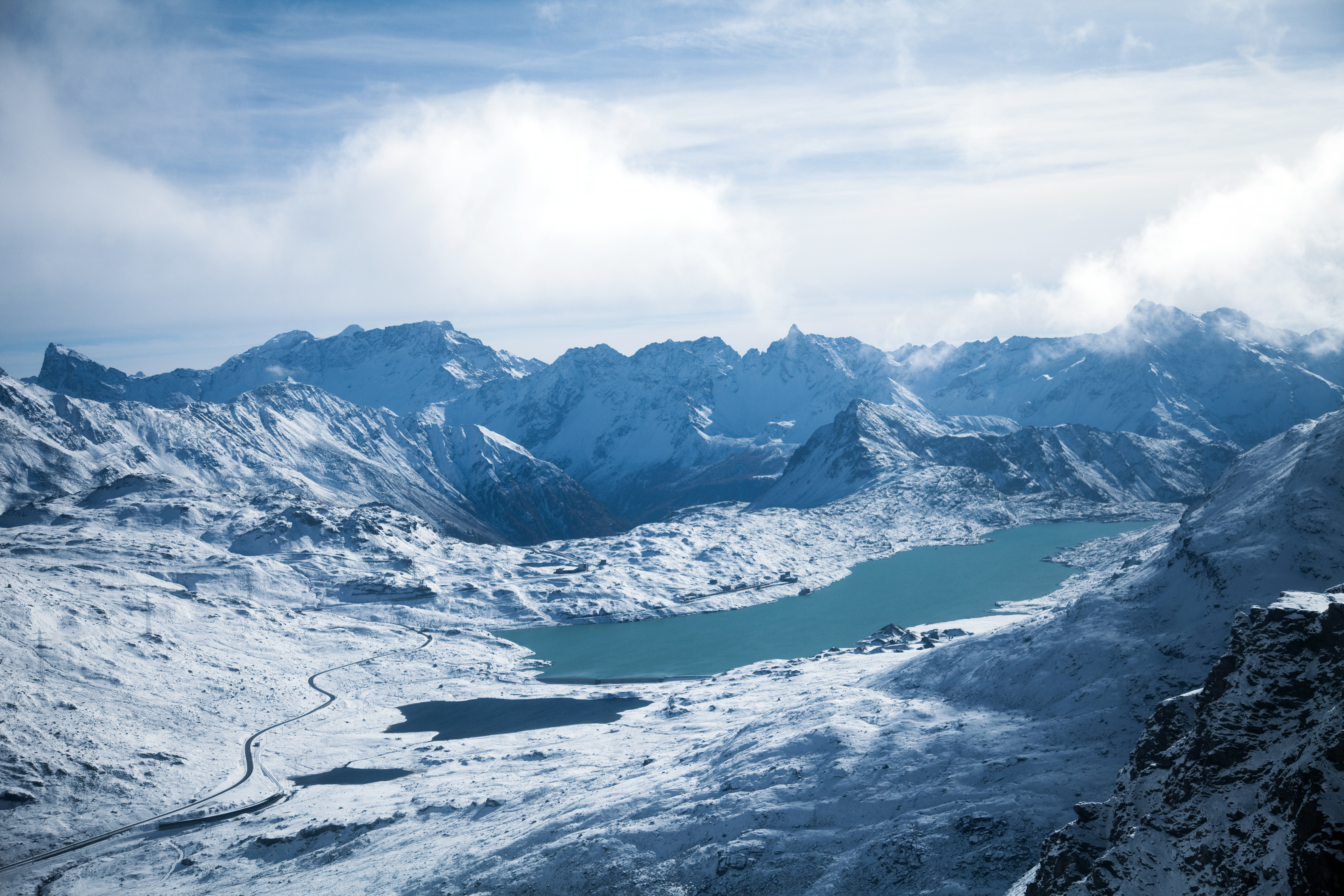
奥から、ラーゴ・ビアンコ「白い湖」、レイ・ネイル「黒い湖」、レイ・ピチェン。ディアヴォレッツァロープウェイから。

湖の西にあるカンブレナ氷河(Cambrenagletschers)からの水の流入により湖は白く見える。湖から流れ出た水はポー川に合流し、アドリア海に至る。数十メートル北西に離れた湖レイ・ネイル(Laj Nair)との間は分水界であり、ここから北へ流れる水はイン川、ドナウ川を経て黒海に注ぐ。
元々この場所には北側に同名のラーゴ・ビアンコ(Lago Bianco)、南側にラーゴ・デラ・スカラ(Lago della Scala)の二つの湖があった。1910～1911年に水力発電所建設のため南北の端にそれぞれダムが建設され、ひとつの湖になった。水量が少ないときにも取水可能とするため1941～1942年にダムが4mかさ上げされた。湖の水はリパワー社(Repower AG)のパル(Palü)、カヴァリア(Cavaglia)、ロッビア(Robbia)の3つの発電所を直列に経由してポスキアーヴォ湖(Lago di Poschiavo)に流れる。2016年に2つの湖を直接結ぶ1000MWの揚水発電所の建設プロジェクトが州議会に承認された。

## 交通
湖の東岸にあるオスピツィオ・ベルニナ駅(Ospizio Bernina)の標高は2253 mあり、レーティッシュ鉄道ベルニナ線の最高地点である。

## ギャラリー

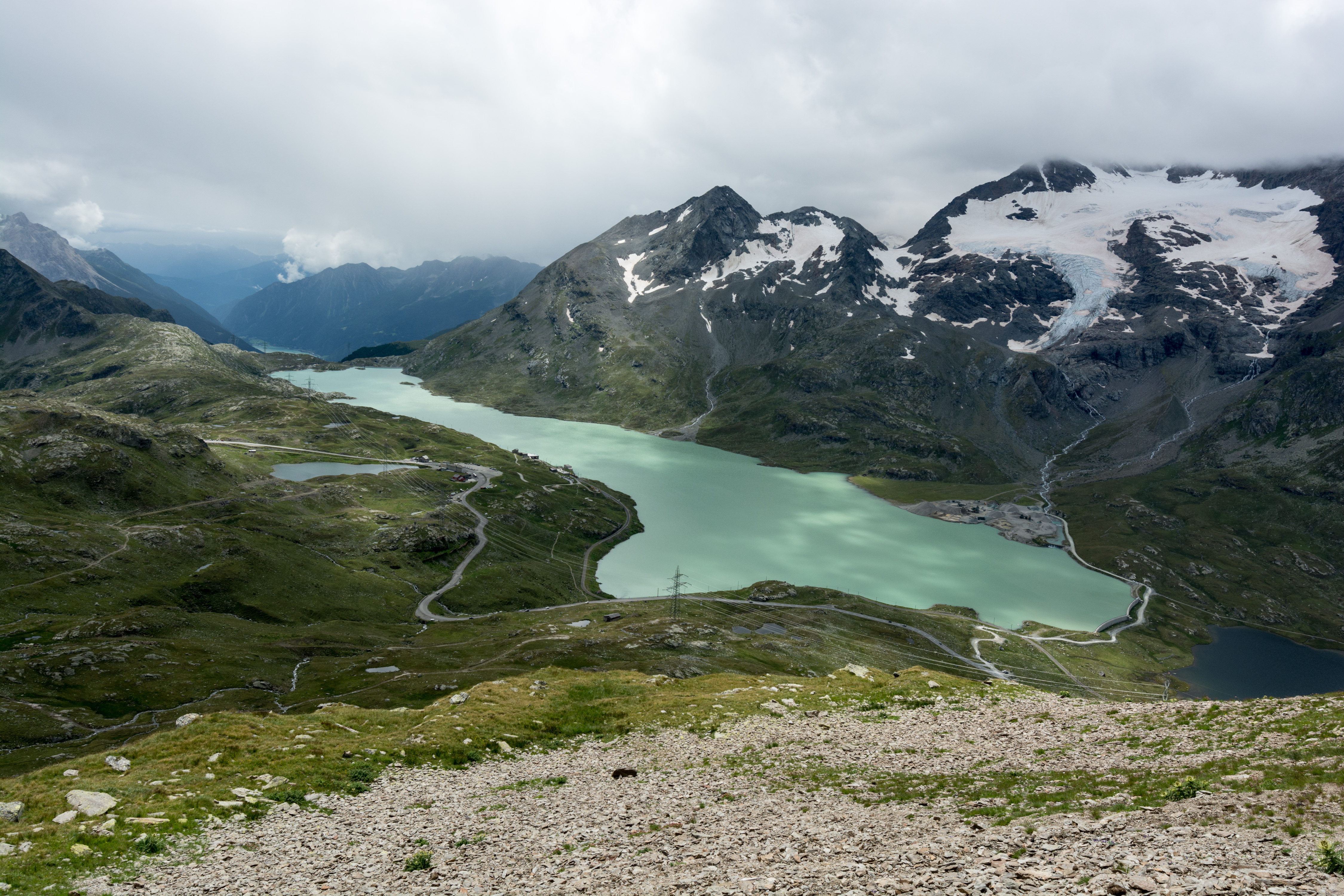
湖全景(北から)
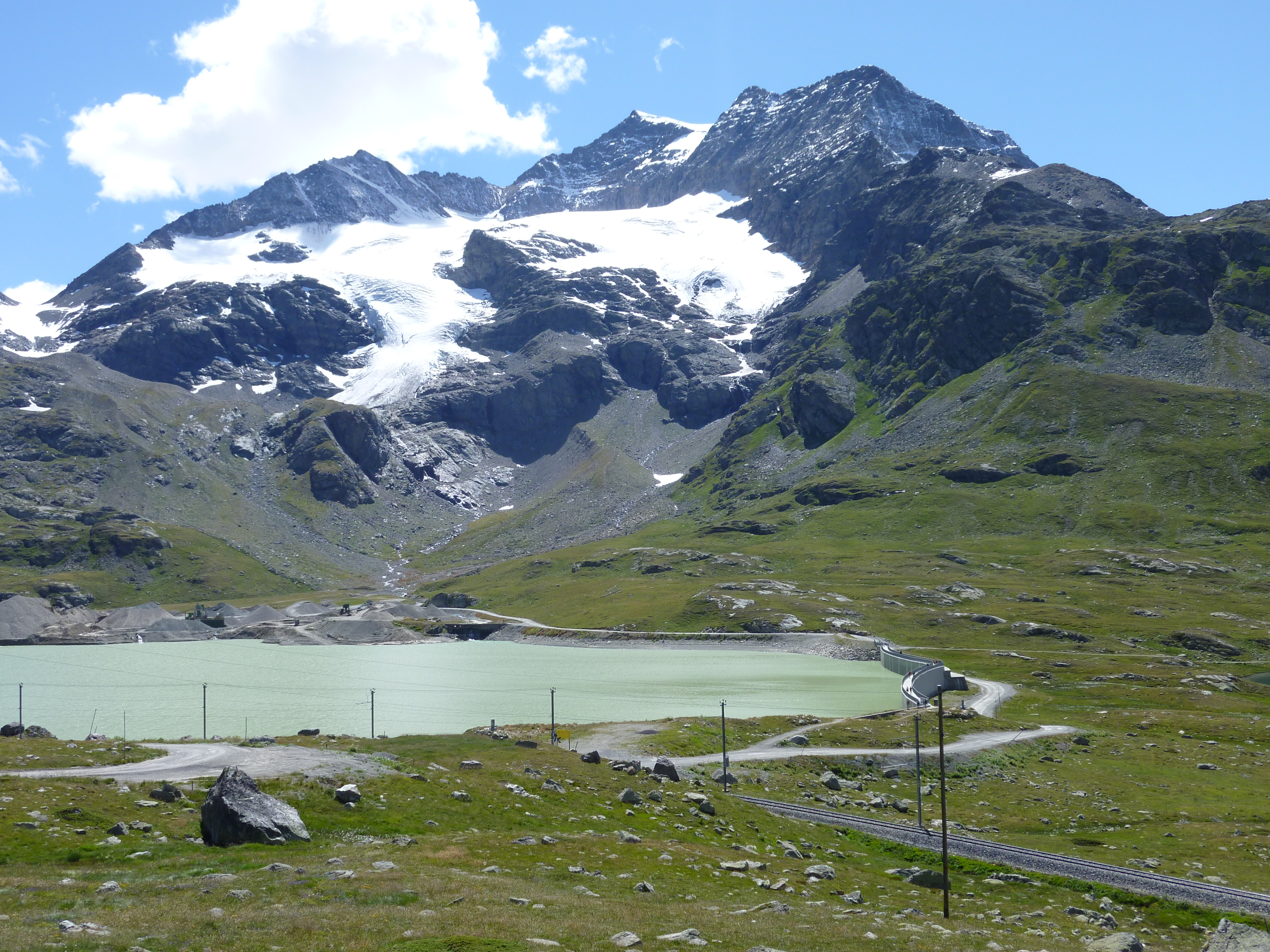
ラーゴ・ビアンコ北ダム
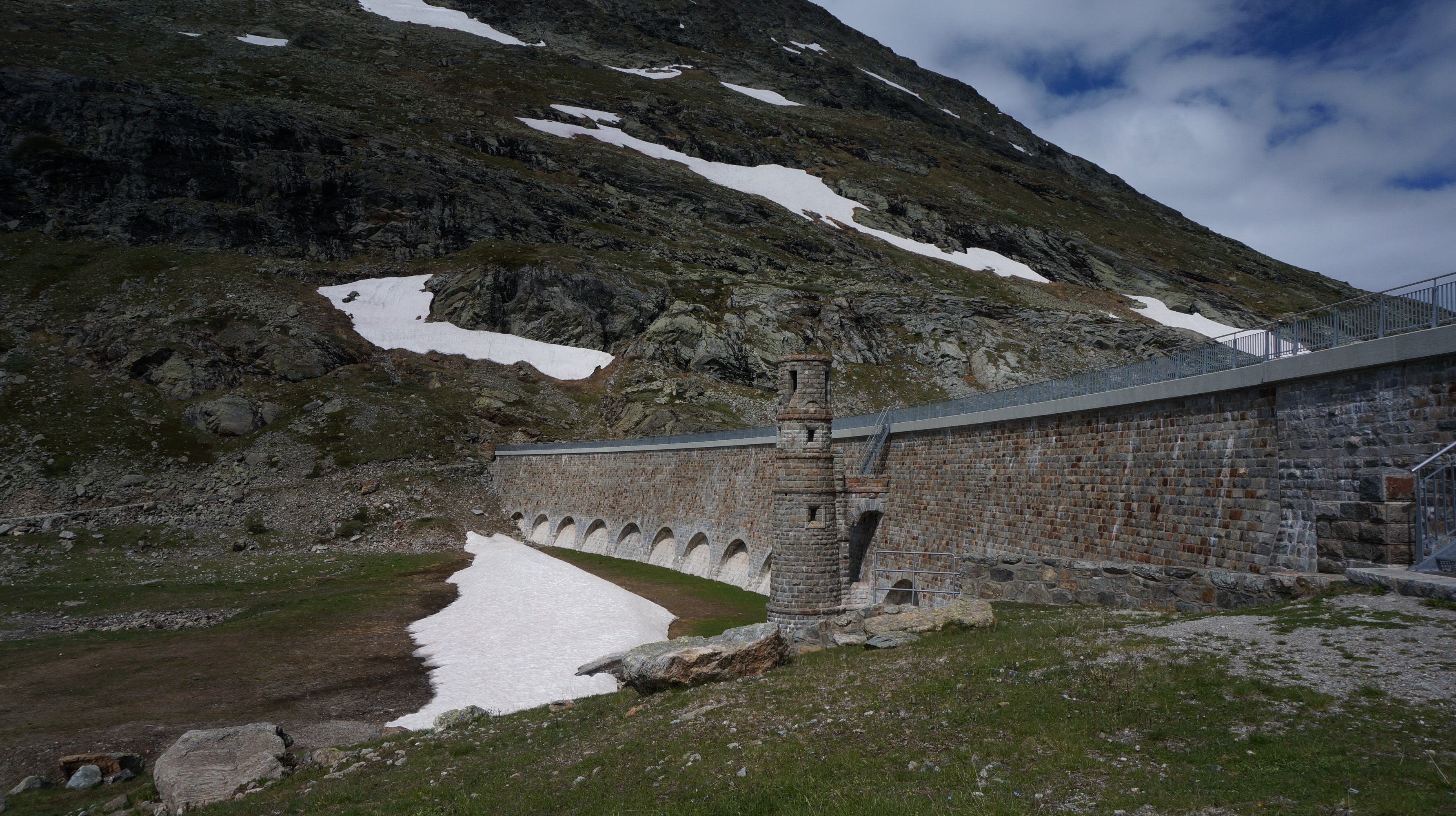
ラーゴ・ビアンコ南ダム
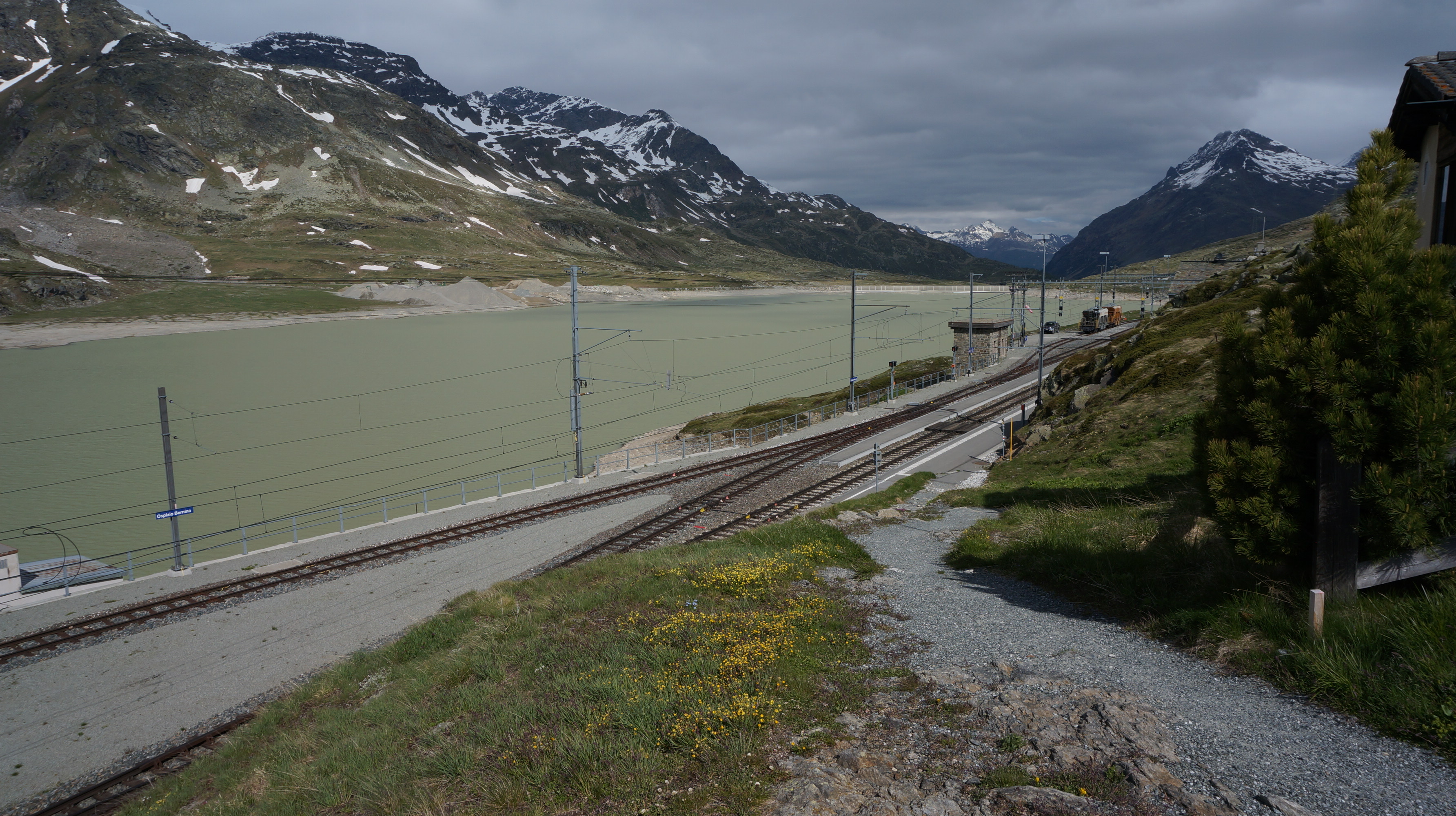
オスピツィオ・ベルニナ駅